# Liste dänischer Weltmeister
Diese Seite listet Weltmeister auf, ihren Titel unter  dänischer Flagge errangen. Die Liste geht vom Radsportler Edwin Schrader (1897) bis zum Sportschützen Steffen Olsen, der Mountainbikesportlerin Annika Langvad, dem Jugendsportler (Fahrrad) Mikkel Bjerg sowie der Reiterin Stinna Tange Kaastrup, die 2018 in ihren Disziplinen Weltmeister wurden. Erfolgreich sind die Sportler vor allem im Badminton, Rudern und Segeln. Zu den einzelnen Titel sind Nachweise in Form von Einzelnachweisen angegeben.

## Männer
| Sportart               | Jahr                                                        | Sportler | Einzelnachweise |
| ---------------------- | ----------------------------------------------------------- | --- | --------------- |
| Badminton              | 1977 (Herreneinzel)                                         | Flemming Delfs | [ 1 ]           |
| Badminton              | 1983 (Herrendoppel)                                         | Dänemark (Steen Fladberg, Jesper Helledie) | [ 2 ]           |
| Badminton              | 1997 (Herreneinzel)                                         | Peter Rasmussen | [ 1 ]           |
| Badminton              | 2003 (Herrendoppel)                                         | Dänemark (Lars Paaske, Jonas Rasmussen) | [ 1 ] [ 3 ]     |
| Badminton              | 2016 (Thomas Cup)                                           | Dänemark | [ 4 ]           |
| Badminton              | 2017 (Herreneinzel)                                         | Viktor Axelsen | [ 5 ]           |
| Bahnradsport           | 1897 (Amateure, Fliegerrennen, 1 Meile)                     | Edwin Schrader | [ 6 ]           |
| Bahnradsport           | 1901 (Berufsfahrer, Fliegerrennen, 2 km)                    | Thorvald Ellegaard | [ 7 ]           |
| Bahnradsport           | 1902 (Berufsfahrer, Fliegerrennen, 2 km)                    | Thorvald Ellegaard | [ 8 ]           |
| Bahnradsport           | 1903 (Fliegerrennen, 2 km)                                  | Thorvald Ellegaard | [ 9 ]           |
| Bahnradsport           | 1906 (Fliegerrennen, 2 km)                                  | Thorvald Ellegaard | [ 10 ]          |
| Bahnradsport           | 1908 (Fliegerrennen, 2 km)                                  | Thorvald Ellegaard | [ 11 ]          |
| Bahnradsport           | 1911 (Fliegerrennen, 1000 Meter)                            | Thorvald Ellegaard | [ 12 ]          |
| Bahnradsport           | 1921 (Amateure, Fliegerrennen, 1000 Meter)                  | Henry Brask Andersen | [ 13 ]          |
| Bahnradsport           | 1928 (Amateure, Fliegerrennen, 1000 Meter)                  | Willy Falck Hansen | [ 14 ]          |
| Bahnradsport           | 1931 (Berufsfahrer, Fliegerrennen, 1000 Meter)              | Willy Falck Hansen | [ 15 ]          |
| Bahnradsport           | 1931 (Amateure, Fliegerrennen, 1000 Meter)                  | Helge Harder | [ 16 ]          |
| Bahnradsport           | 1949 (Amateure, Einerverfolgung, 4000 Meter)                | Knud E. Andersen | [ 17 ]          |
| Bahnradsport           | 1962 (Amateure, Einerverfolgung, 4000 Meter)                | Kaj E. Jensen | [ 18 ]          |
| Bahnradsport           | 1967 (Amateure, Zeitfahren)                                 | Niels Fredborg | [ 19 ]          |
| Bahnradsport           | 1968 (Amateure, Zeitfahren)                                 | Niels Fredborg | [ 20 ]          |
| Bahnradsport           | 1968 (Amateure, Einerverfolgung, 4000 Meter)                | Mogens Frey | [ 21 ]          |
| Bahnradsport           | 1970 (Amateure, Zeitfahren)                                 | Niels Fredborg | [ 22 ]          |
| Bahnradsport           | 1974 (Profis, Sprint)                                       | Peder Pedersen | [ 23 ]          |
| Bahnradsport           | 1984 (Profis, Einerverfolgung, 5000 Meter)                  | Hans-Henrik Ørsted | [ 24 ]          |
| Bahnradsport           | 1985 (Profis, Einerverfolgung)                              | Hans-Henrik Ørsted | [ 25 ]          |
| Bahnradsport           | 1986 (Amateure, Punktefahren, 50 Kilometer)                 | Dan Frost | [ 26 ]          |
| Bahnradsport           | 1987 (Profis, Einerverfolgung)                              | Hans-Henrik Ørsted | [ 27 ]          |
| Bahnradsport           | 1993 (Steherrennen)                                         | Jens Veggerby (hinter Bruno Walrave) | [ 28 ]          |
| Bahnradsport           | 2005 (Scratch)                                              | Alex Rasmussen | [ 29 ]          |
| Bahnradsport           | 2009 (Mannschaftsverfolgung)                                | Dänemark (Michael Færk Christensen, Casper Jørgensen, Jens-Erik Madsen, Alex Rasmussen)                                                                                         | [ 30 ]          |
| Bahnradsport           | 2009 (Madison)                                              | Dänemark (Michael Mørkøv, Alex Rasmussen) | [ 31 ]          |
| Bahnradsport           | 2010 (Scratch)                                              | Alex Rasmussen | [ 32 ]          |
| Bogenschießen          | 1946 (Olympischer Bogen im Freien)                          | Einar Tang-Holbaek | [ 33 ]          |
| Bogenschießen          | 1946 (Olympischer Bogen im Freien, Mannschaft)              | Dänemark (Ove Hansen, Sigfred Smed, Einar Tang-Holbaek) | [ 33 ]          |
| Bogenschießen          | 1950 (Olympischer Bogen im Freien, Mannschaft)              | Dänemark (Per Frederiksen, Ove Hansen, Arne Östergaard, Einar Tang-Holbaek) | [ 33 ]          |
| Bogenschießen          | 1994 (Compoundbogen (Feldbogen))                            | Tom Henriksen | [ 34 ]          |
| Bogenschießen          | 2013 (Compoundbogen im Freien, Mannschaft)                  | Dänemark Patrick Laursen, Stephan Hansen, Martin Damsbo | [ 35 ]          |
| Karambolage            | 1995 (Dreiband, Mannschaft)                                 | Dänemark Jacob Haack-Sörensen, Dion Nelin | [ 36 ]          |
| Karambolage            | 1996 (Dreiband, Mannschaft)                                 | Dänemark Hans Laursen, Dion Nelin | [ 36 ]          |
| Fechten                | 1950 (Degen, Einzel)                                        | Mogens Lüchow | [ 37 ]          |
| Kanumarathon           | 1988 (Kajak-Zweier)                                         | Dänemark (Lars Koch, Thor Nielsen) | [ 38 ]          |
| Kanumarathon           | 1990 (Kajak-Zweier)                                         | Dänemark (Lars Koch, Thor Nielsen) | [ 39 ]          |
| Kanumarathon           | 1990 (Canadier-Einer)                                       | Stig Jepsen | [ 39 ]          |
| Kanumarathon           | 1990 (Canadier-Zweier)                                      | Dänemark (Christian Frederiksen, Arne Nielsson) | [ 39 ]          |
| Kanumarathon           | 1992 (Canadier-Zweier)                                      | Dänemark (Christian Frederiksen, Arne Nielsson) | [ 40 ]          |
| Kanumarathon           | 1994 (Kajak-Einer)                                          | Lars Koch | [ 41 ]          |
| Kanumarathon           | 1994 (Canadier-Einer)                                       | Arne Nielsson | [ 41 ]          |
| Kanumarathon           | 1996 (Canadier-Einer)                                       | Arne Nielsson | [ 42 ]          |
| Kanumarathon           | 2000 (Canadier-Einer)                                       | Karsten Scales | [ 43 ]          |
| Kanurennsport          | 1950 (Kajak-Einer, 500 Meter)                               | Johann Andersen | [ 44 ]          |
| Kanurennsport          | 1963 (Kajak-Einer, 1000 Meter)                              | Erik Hansen | [ 45 ]          |
| Kanurennsport          | 1989 (Canadier-Zweier, 1000 Meter)                          | Dänemark (Christian Frederiksen, Arne Nielsson) | [ 46 ]          |
| Kanurennsport          | 1989 (Canadier-Zweier, 10.000 Meter)                        | Dänemark (Christian Frederiksen, Arne Nielsson) | [ 46 ]          |
| Kanurennsport          | 1990 (Kajak-Zweier, 10.000 Meter)                           | Dänemark (Christian Frederiksen, Arne Nielsson) | [ 47 ]          |
| Kanurennsport          | 1993 (Canadier-Zweier, 1000 Meter)                          | Dänemark (Christian Frederiksen, Arne Nielsson) | [ 48 ]          |
| Kanurennsport          | 1993 (Canadier-Zweier, 10.000 Meter)                        | Dänemark (Christian Frederiksen, Arne Nielsson) | [ 48 ]          |
| Kanurennsport          | 1993 (Kajak-Einer, 1000 Meter)                              | Thor Nielsen | [ 48 ]          |
| Kanurennsport          | 1994 (Kajak-Zweier, 1000 Meter)                             | Dänemark (Jesper Staal, Thor Nielsen) | [ 49 ]          |
| Kanurennsport          | 2014 (Kajak-Einer, 500 Meter)                               | René Holten Poulsen | [ 50 ]          |
| Kanurennsport          | 2015 (Kajak-Einer, 500 Meter)                               | René Holten Poulsen | [ 51 ]          |
| Kanurennsport          | 2015 (Kajak-Einer, 1000 Meter)                              | René Holten Poulsen | [ 51 ]          |
| Leichtathletik         | 1995 (800 m)                                                | Wilson Kipketer | [ 52 ]          |
| Leichtathletik         | 1997 (800 m)                                                | Wilson Kipketer | [ 52 ]          |
| Leichtathletik         | 1999 (800 m)                                                | Wilson Kipketer | [ 52 ]          |
| Leichtathletik (Halle) | 1997 (800 m)                                                | Wilson Kipketer | [ 53 ]          |
| Mountainbike           | 1992 (Cross Country)                                        | Henrik Djernis | [ 54 ]          |
| Mountainbike           | 1993 (Cross Country)                                        | Henrik Djernis | [ 55 ]          |
| Mountainbike           | 1994 (Cross Country)                                        | Henrik Djernis | [ 56 ]          |
| Mountainbike           | 1999 (Cross Country)                                        | Michael Rasmussen | [ 57 ]          |
| Pflügen                | 1969 (Konventionell)                                        | Flemming Thyssen | [ 58 ]          |
| Pflügen                | 1971 (Konventionell)                                        | Peter Oveergaard | [ 58 ]          |
| Pflügen                | 1985 (Konventionell)                                        | Niels Balle | [ 58 ]          |
| Pflügen                | 1996 (Konventionell)                                        | Jens Iversen | [ 58 ]          |
| Pflügen                | 2000 (Konventionell)                                        | Henry Thegen | [ 58 ]          |
| Pflügen                | 2001 (Konventionell)                                        | Henry Thegen | [ 58 ]          |
| Querfeldeinrennen      | 1993 (Amateure)                                             | Henrik Djernis | [ 59 ]          |
| Ringen                 | 1905 (Griechisch-römischer Stil, Klasse über 80 kg)         | Søren Marinus Jensen | [ 60 ]          |
| Ringen                 | 1907 (Griechisch-römischer Stil, Klasse bis 85 kg)          | Harald Christensen | [ 60 ]          |
| Ringen                 | 1907 (Griechisch-römischer Stil, Klasse über 80 kg)         | Hans-Heinrich Egeberg | [ 60 ]          |
| Ringen                 | 1908 (Griechisch-römischer Stil, Klasse über 75 kg)         | Hans-Heinrich Egeberg | [ 60 ]          |
| Ringen                 | 1911 (Griechisch-römischer Stil, Klasse bis 85 kg)          | Harald Christensen (Inoffiziell) |                 |
| Rudern                 | 1970 (Doppelzweier)                                         | Dänemark (Jørgen Engelbrecht, Niels Secher Jensen) | [ 61 ]          |
| Rudern                 | 1981 (Leichtgewichts-Achter)                                | Dänemark (Søren Eriksen, Mikael Espersen, Bent Fransson, Søren Hansson, Arne Højlund, Jan Jensen, Torben Knudsen, Ivar Molgaard; Steuermann: Peter Klug-Andersen)               | [ 62 ]          |
| Rudern                 | 1983 (Leichtgewichts-Einer)                                 | Bjarne Eltang | [ 63 ]          |
| Rudern                 | 1984 (Leichtgewichts-Einer)                                 | Bjarne Eltang | [ 63 ]          |
| Rudern                 | 1984 (Leichtgewichts-Achter)                                | Dänemark (Jan Christensen, Mikael Espersen, Søren Hansson, Arne Højlund, Leif Jacobsen, Flemming Jensen, Karsten Kobbernagel, Ivar Molgaard; Steuermann: Jan Rasmussen)         | [ 62 ]          |
| Rudern                 | 1992 (Leichtgewichts-Einer)                                 | Jens Ernst Mohr | [ 63 ]          |
| Rudern                 | 1992 (Leichtgewichts-Achter)                                | Dänemark (Johnny Bo Andersen, Svend Blitskov, Thomas Croft, Jan Hansen, Jeppe Jensen Kollat, Flemming Meyer, Thomas Poulsen, Bo Vestergaard; Steuermann: Martin Sorensen)       | [ 62 ]          |
| Rudern                 | 1994 (Leichtgewichts-Vierer ohne Steuermann)                | Dänemark (Eskild Ebbesen, Victor Feddersen, Niels Henriksen, Thomas Poulsen) | [ 64 ]          |
| Rudern                 | 1995 (Doppelzweier)                                         | Dänemark (Lars Christensen, Martin Hansen Haldbo) | [ 61 ]          |
| Rudern                 | 1995 (Leichtgewichts-Achter)                                | Dänemark (Johnny Bo Andersen, Torben Bech Jensen, Thomas Croft, Carsten Glud, Søren Henrichsen, Michael Jensen, Jeppe Jensen Kollat, Bo Vestergaard; Steuermann: Dennis Larsen) | [ 62 ]          |
| Rudern                 | 1996 (Leichtgewichts-Einer)                                 | Karsten Nielsen | [ 63 ]          |
| Rudern                 | 1996 (Leichtgewichts-Zweier ohne Steuermann)                | Dänemark (Thomas Ebert, Bo Helleberg) | [ 65 ]          |
| Rudern                 | 1997 (Leichtgewichts-Einer)                                 | Karsten Nielsen | [ 63 ]          |
| Rudern                 | 1997 (Leichtgewichts-Vierer ohne Steuermann)                | Dänemark (Eskild Ebbesen, Thomas Ebert, Victor Feddersen, Thomas Poulsen) | [ 64 ]          |
| Rudern                 | 1998 (Leichtgewichts-Vierer ohne Steuermann)                | Dänemark (Eskild Ebbesen, Thomas Ebert, Victor Feddersen, Thomas Poulsen) | [ 64 ]          |
| Rudern                 | 1999 (Leichtgewichts-Einer)                                 | Karsten Nielsen | [ 63 ]          |
| Rudern                 | 1999 (Leichtgewichts-Vierer ohne Steuermann)                | Dänemark (Eskild Ebbesen, Thomas Ebert, Victor Feddersen, Thomas Poulsen) | [ 64 ]          |
| Rudern                 | 2002 (Leichtgewichts-Vierer ohne Steuermann)                | Dänemark (Eskild Ebbesen, Thomas Ebert, Thor Kristensen, Stephan Mølvig) | [ 64 ]          |
| Rudern                 | 2003 (Leichtgewichts-Zweier ohne Steuermann)                | Dänemark (Bo Helleberg, Mads Kruse Andersen) | [ 65 ]          |
| Rudern                 | 2003 (Leichtgewichts-Vierer ohne Steuermann)                | Dänemark (Eskild Ebbesen, Thomas Ebert, Thor Kristensen, Stephan Mølvig) | [ 64 ]          |
| Rudern                 | 2004 (Leichtgewichts-Zweier ohne Steuermann)                | Dänemark (Bo Helleberg, Mads Kruse Andersen) | [ 66 ]          |
| Rudern                 | 2005 (Leichtgewichts-Zweier ohne Steuermann)                | Dänemark (Thomas Ebert, Bo Helleberg) | [ 67 ]          |
| Rudern                 | 2006 (Leichtgewichts-Doppelzweier)                          | Dänemark (Mads Rasmussen, Rasmus Quist) | [ 68 ]          |
| Rudern                 | 2007 (Leichtgewichts-Doppelzweier)                          | Dänemark (Mads Rasmussen, Rasmus Quist) | [ 69 ]          |
| Rudern                 | 2011 (Leichtgewichts-Einer)                                 | Henrik Stephansen | [ 70 ]          |
| Rudern                 | 2012 (Leichtgewichts-Einer)                                 | Henrik Stephansen | [ 71 ]          |
| Rudern                 | 2013 (Leichtgewichts-Einer)                                 | Henrik Stephansen | [ 72 ]          |
| Rudern                 | 2013 (Leichtgewichts-Vierer ohne Steuermann)                | Dänemark (Jacob Barsøe, Jacob Larsen, Morten Jørgensen, Kasper Winther) | [ 73 ]          |
| Rudern                 | 2014 (Leichtgewichts-Vierer)                                | Dänemark (Jacob Barsøe, Jacob Larsen, Morten Jørgensen, Kasper Winther) | [ 74 ]          |
| Schwimmsport           | 1997 (Kurzbahn, 400 Meter, Freistil)                        | Jacob Carstensen | [ 75 ]          |
| Schwimmsport           | 2012 (Kurzbahn, 1500 Meter, Freistil)                       | Mads Glæsner | [ 76 ]          |
| Segeln                 | 1958 (Finn Dinghy, Offen)                                   | Paul Elvstrøm | [ 77 ]          |
| Segeln                 | 1959 (Finn Dinghy, Offen)                                   | Paul Elvstrøm | [ 77 ]          |
| Segeln                 | 1962 (Flying Dutchman, Offen)                               | Dänemark (Paul Elvstrøm, Hans Fogh) | [ 78 ]          |
| Segeln                 | 1965 (Drachen, Offen)                                       | Dänemark (Jan Berntsen, Ole Berntsen, Ole Poulsen) | [ 79 ]          |
| Segeln                 | 1966 (5,5-Meter-Klasse, Offen)                              | Paul Elvstrøm | [ 80 ]          |
| Segeln                 | 1966 (Star, Offen)                                          | Dänemark (John Albrechtson, Paul Elvstrøm) | [ 81 ]          |
| Segeln                 | 1967 (Star, Offen)                                          | Dänemark (Paul Elvstrøm, Poul Mik-Meyer) | [ 81 ]          |
| Segeln                 | 1968 (Finn Dinghy, Offen)                                   | Henning Wind | [ 77 ]          |
| Segeln                 | 1969 (Soling, Offen)                                        | Dänemark (Paul Elvstrøm, Niels Jensen, Poul Mik-Meyer) | [ 82 ]          |
| Segeln                 | 1973 (470er-Klasse, Offen)                                  | Dänemark (Age Börresen, Henrik Söderlund) | [ 83 ]          |
| Segeln                 | 1973 (Flying Dutchman, Offen)                               | Dänemark (Evert Bastet, Hans Fogh) | [ 78 ]          |
| Segeln                 | 1973 (Soling, Offen)                                        | Dänemark (Ib Ussing Andersen, Jørgen Lindhasten, Hans Winther) | [ 82 ]          |
| Segeln                 | 1974 (Soling, Offen)                                        | Dänemark (Paul Elvstrøm, Hans Fogh, Bruce McCurrach) | [ 82 ]          |
| Segeln                 | 1979 (Laser)                                                | Lasse Hjortnæs | [ 84 ]          |
| Segeln                 | 1982 (Finn Dinghy, Offen)                                   | Lasse Hjortnæs | [ 77 ]          |
| Segeln                 | 1984 (Finn Dinghy, Offen)                                   | Lasse Hjortnæs | [ 77 ]          |
| Segeln                 | 1984 (Soling, Offen)                                        | Dänemark (Valdemar Bandolowski, Stephen Calder, Theis Palm) | [ 82 ]          |
| Segeln                 | 1985 (Finn Dinghy, Offen)                                   | Lasse Hjortnæs | [ 77 ]          |
| Segeln                 | 1985 (Flying Dutchman, Offen)                               | Dänemark (Jørgen Schønherr, Michael Poulsen) | [ 78 ]          |
| Segeln                 | 1986 (Finn Dinghy, Offen)                                   | Stig Westergaard | [ 77 ]          |
| Segeln                 | 1987 (Drachen, Offen)                                       | Dänemark (Valdemar Bandolowski, Erik Hansen, Soren Hvalso) | [ 79 ]          |
| Segeln                 | 1988 (Flying Dutchman, Offen)                               | Dänemark (Jørgen Bojsen-Møller, Christian Grønborg) | [ 78 ]          |
| Segeln                 | 1989 (Drachen, Offen)                                       | Dänemark (Poul Høj Jensen, Erik Hansen, Jan Persson) | [ 79 ]          |
| Segeln                 | 1989 (Finn Dinghy, Offen)                                   | Stig Westergaard | [ 77 ]          |
| Segeln                 | 1993 (Drachen, Offen)                                       | Dänemark (Jesper Bank, Børge Børresen, Ole Børresen) | [ 79 ]          |
| Segeln                 | 1990 (Flying Dutchman, Offen)                               | Dänemark (Jens Bojsen-Møller, Jørgen Bojsen-Møller) | [ 78 ]          |
| Segeln                 | 1991 (Flying Dutchman, Offen)                               | Dänemark (Jens Bojsen-Møller, Jørgen Bojsen-Møller) | [ 78 ]          |
| Segeln                 | 1993 (Flying Dutchman, Offen)                               | Dänemark (Jens Bojsen-Møller, Jørgen Bojsen-Møller) | [ 78 ]          |
| Segeln                 | 1997 (Yngling, Offen)                                       | Dänemark (Mads Christensen, Anders Fisker, Sören Hogild) | [ 85 ]          |
| Segeln                 | 1997 (Drachen, Offen)                                       | Dänemark (Jesper Bank, Ole Børresen, Claus Olsen) | [ 79 ]          |
| Segeln                 | 1998 (Europe)                                               | Sören Johnsen | [ 86 ]          |
| Segeln                 | 1998 (Yngling, Offen)                                       | Dänemark (Mads Christensen, Anders Fisker, Sören Hogild) | [ 85 ]          |
| Segeln                 | 1999 (Europe)                                               | Sören Johnsen | [ 86 ]          |
| Segeln                 | 1999 (Yngling, Offen)                                       | Dänemark (Mads Christensen, Anders Fisker, Sören Hogild) | [ 85 ]          |
| Segeln                 | 1999 (Drachen, Offen)                                       | Dänemark (Bo Reker Andersen, Claus Høj Jensen, Jes Hovgaard) | [ 79 ]          |
| Segeln                 | 1999 (Flying Dutchman, Offen)                               | Dänemark (Jacob Bojsen-Møller, Jørgen Schonherr) | [ 78 ]          |
| Segeln                 | 1999 (Soling, Offen)                                        | Dänemark (Jens Bojsen-Møller, Bjørn Westergaard, Stig Westergaard) | [ 82 ]          |
| Segeln                 | 2001 (Europe)                                               | Sören Johnsen | [ 86 ]          |
| Segeln                 | 2001 (Flying Dutchman, Offen)                               | Dänemark (Jacob Bojsen-Møller, Jørgen Schonherr) | [ 78 ]          |
| Segeln                 | 2002 (Europe)                                               | Sören Johnsen | [ 86 ]          |
| Segeln                 | 2005 (Drachen, Offen)                                       | Dänemark (Anders Kaempe, Jørgen Schönherr, Axel Waltersdorph) | [ 87 ]          |
| Segeln                 | 2005 (Flying Dutchman, Offen)                               | Dänemark (Jens Bojsen-Møller, Jørgen Bojsen-Møller) | [ 88 ]          |
| Segeln                 | 2006 (Finn Dinghy, Offen)                                   | Jonas Høgh-Christensen | [ 89 ]          |
| Segeln                 | 2007 (Flying Dutchman, Offen)                               | Dänemark (Jacob Bojsen-Møller, Jørgen Bojsen-Møller) | [ 90 ]          |
| Segeln                 | 2009 (Drachen, Offen)                                       | Dänemark (Lars Jensen, Poul Høj Jensen, Theis Palm) | [ 87 ]          |
| Segeln                 | 2009 (Finn Dinghy, Offen)                                   | Jonas Høgh-Christensen | [ 91 ]          |
| Segeln                 | 2009 (Flying Dutchman, Offen)                               | Dänemark (Jacob Bojsen-Møller, Jørgen Bojsen-Møller) | [ 92 ]          |
| Segeln                 | 2011 (Europe)                                               | Tobias Hemdorff | [ 93 ]          |
| Segeln                 | 2011 (12,0-Meter-Klasse, Offen)                             | Patrick Howaldt | [ 94 ]          |
| Segeln                 | 2013 (Europe)                                               | Mathias Livbjerg | [ 93 ]          |
| Segeln                 | 2015 (Yngling, Offen)                                       | Dänemark (Konrad Floryan, Lucas Lier, Frederik Hojgaard Berg) | [ 95 ]          |
| Segeln                 | 2016 (Flying Dutchman, Offen)                               | Dänemark (Jacob Bojsen-Møller, Jørgen Bojsen-Møller) | [ 96 ]          |
| Sportschießen          | 1899 (Gewehr, 300 Meter, Dreistellung, Einzel)              | Lars Jørgen Madsen | [ 97 ]          |
| Sportschießen          | 1900 (Gewehr, 300 Meter, Stehend, Einzel)                   | Lars Jørgen Madsen | [ 97 ]          |
| Sportschießen          | 1908 (Gewehr, 300 Meter, Stehend, Einzel)                   | Lars Jørgen Madsen | [ 97 ]          |
| Sportschießen          | 1914 (Armeegewehr, 300 Meter, Kniend, Einzel)               | Svend Thomsen | [ 98 ]          |
| Sportschießen          | 1930 (Gewehr, 50 Meter, Stehend, Einzel)                    | P.J. Pedersen | [ 99 ]          |
| Sportschießen          | 1930 (Kleinkalibergewehr, 50 Meter, Liegend, Mannschaft)    | Dänemark (A. Björn, Erhard Kubstrup, Anders Nielsen, P.J. Pedersen, K.M. Sörensen)                                                                                              | [ 99 ]          |
| Sportschießen          | 1930 (Armeegewehr, 300 Meter, Liegend, Einzel)              | Erik Sætter-Lassen | [ 98 ]          |
| Sportschießen          | 1977 (Wurftauben, Skeet, Einzel)                            | Benny Seiffert | [ 100 ]         |
| Sportschießen          | 1979 (Wurftauben, Skeet, Einzel)                            | Ole Justessen | [ 100 ]         |
| Sportschießen          | 2002 (Standardpistole, Einzel)                              | Rene Vogn | [ 101 ]         |
| Sportschießen          | 2013 (Wurftauben, Skeet, Einzel)                            | Jesper Hansen | [ 102 ]         |
| Sportschießen          | 2018 (Gewehr, 50 Meter, Liegend, Einzel)                    | Steffen Olsen | [ 103 ]         |
| Straßenradsport        | 1931 (Amateure)                                             | Henry Hansen | [ 104 ]         |
| Straßenradsport        | 1966 (Amateure, Mannschaftszeitfahren, 100 Kilometer)       | Dänemark (Verner Blaudzun, Per Nørup-Hansen, Ole Højlund, Fleming Wisborg) | [ 105 ]         |
| Straßenradsport        | 1969 (Amateure, Straßeneinzelrennen über 181,233 Kilometer) | Leif Mortensen | [ 106 ]         |
| Straßenradsport        | 1970 (Amateure, Straßeneinzelrennen über 181,233 Kilometer) | Jørgen Schmidt | [ 107 ]         |
| Straßenradsport        | 1994 (Amateure, Straßenrennen, 197 Kilometer)               | Alex Pedersen | [ 108 ]         |
| Taekwondo              | 1991 (Klasse bis 50 Kilogramm)                              | Gergely Salim | [ 109 ]         |
| Taekwondo              | 1991 (Klasse über 83 Kilogramm)                             | Tonny Sørensen | [ 109 ]         |
| Triathlon              | 1999 (Langdistanz)                                          | Peter Sandvang | [ 110 ]         |
| Triathlon              | 2000 (Langdistanz)                                          | Peter Sandvang | [ 111 ]         |
| Triathlon              | 2001 (Langdistanz)                                          | Peter Sandvang | [ 112 ]         |
| Triathlon              | 2004 (Langdistanz)                                          | Torbjørn Sindballe | [ 113 ]         |
| Triathlon              | 2006 (Langdistanz)                                          | Torbjørn Sindballe | [ 114 ]         |

## Frauen
| Sportart              | Jahr                                                      | Sportler                                                                                                  | Einzelnachweise |
| --------------------- | --------------------------------------------------------- | --- | --------------- |
| Badminton             | 1977 (Dameneinzel)                                        | Lene Køppen                                                                                               | [ 1 ]           |
| Badminton             | 1999 (Dameneinzel)                                        | Camilla Martin                                                                                            | [ 1 ]           |
| Badminton             | 2015 (Weltmeisterschaft für Behinderte, Dameneinzel SU 5) | Julie Thrane                                                                                              | [ 115 ]         |
| Bogenschießen         | 1947 (Olympischer Bogen im Freien, Mannschaft)            | Dänemark (Ellen Jensen, Sofia Rasmussen, Astrid Troelsen)                                                 | [ 33 ]          |
| Bogenschießen         | 1992 (Compoundbogen (Feldbogen))                          | Suzanne Kessler                                                                                           | [ 34 ]          |
| Bogenschießen         | 2013 (Olympischer Bogen im Freien)                        | Maja Buskbjerg Jager                                                                                      | [ 116 ]         |
| Bogenschießen         | 2016 (Compoundbogen in der Halle)                         | Dänemark (Erika Anear, Tanja Jensen, Sarah Sonnichsen)                                                    | [ 117 ]         |
| Curling               | 1982                                                      | Dänemark                                                                                                  | [ 118 ]         |
| Fechten               | 1932 (Florett, Team)                                      | Dänemark (Ulla Barding, Aase Holgersen, Inger Klingt, Gerda Munck, Grete Olsen, Mitzi With)               | [ 119 ]         |
| Fechten               | 1947 (Florett, Team)                                      | Dänemark (Karen Lachmann, Kate Mahaut, Grete Olsen, Ulla Poulsen)                                         | [ 119 ]         |
| Fechten               | 1948 (Florett, Team)                                      | Dänemark (Solveig Jørgensen, Karen Lachmann, Kate Mahaut, Grete Olsen, Ulla Poulsen, Kirsten Suhr-Hansen) | [ 119 ]         |
| Fechten               | 1954 (Florett, Einzel)                                    | Karen Lachmann                                                                                            | [ 119 ]         |
| Handball              | 1997                                                      | Dänemark                                                                                                  | [ 120 ]         |
| Kanumarathon          | 2006 (Kajak-Zweier)                                       | Dänemark (Mette Barfod, Anne Lolk Thomsen)                                                                | [ 121 ]         |
| Kanumarathon          | 2007 (Kajak-Zweier)                                       | Dänemark (Henriette Engel Hansen, Anne Lolk Thomsen)                                                      | [ 122 ]         |
| Kanumarathon          | 2008 (Kajak-Zweier)                                       | Dänemark (Henriette Engel Hansen, Anne Lolk Thomsen)                                                      | [ 123 ]         |
| Kanumarathon          | 2009 (Kajak-Zweier)                                       | Dänemark (Henriette Engel Hansen, Anne Lolk Thomsen)                                                      | [ 124 ]         |
| Kanumarathon          | 2013 (Kajak-Zweier)                                       | Dänemark (Henriette Engel Hansen, Jeanette Loevborg)                                                      | [ 125 ]         |
| Kanurennsport         | 1948 (Kajak-Zweier)                                       | Dänemark (Karen Hoff, Bodil Svendsen)                                                                     | [ 126 ]         |
| Kanurennsport         | 2014 (Kajak-Zweier, 1000 Meter)                           | Dänemark (Henriette Engel Hansen, Emma Jørgensen)                                                         | [ 50 ]          |
| Moderner Fünfkampf    | 1990 (Einzel)                                             | Eva Fjellerup                                                                                             | [ 127 ]         |
| Moderner Fünfkampf    | 1991 (Einzel)                                             | Eva Fjellerup                                                                                             | [ 127 ]         |
| Moderner Fünfkampf    | 1993 (Einzel)                                             | Eva Fjellerup                                                                                             | [ 127 ]         |
| Moderner Fünfkampf    | 1994 (Einzel)                                             | Eva Fjellerup                                                                                             | [ 127 ]         |
| Moderner Fünfkampf    | 2000 (Einzel)                                             | Pernille Svarre                                                                                           | [ 127 ]         |
| Mountainbike          | 2016 (Cross Country)                                      | Annika Langvad                                                                                            | [ 128 ]         |
| Mountainbike-Marathon | 2011                                                      | Annika Langvad                                                                                            | [ 129 ]         |
| Mountainbike-Marathon | 2012                                                      | Annika Langvad                                                                                            | [ 130 ]         |
| Mountainbike-Marathon | 2014                                                      | Annika Langvad                                                                                            | [ 131 ]         |
| Mountainbike-Marathon | 2017                                                      | Annika Langvad                                                                                            | [ 132 ]         |
| Mountainbike-Marathon | 2018                                                      | Annika Langvad                                                                                            | [ 133 ]         |
| Rudern                | 1990 (Leichtgewichts-Einer)                               | Mette Bloch Jensen                                                                                        | [ 134 ]         |
| Rudern                | 1990 (Leichtgewichts-Doppelzweier)                        | Dänemark (Ulla Jensen, Regitze Siggaard)                                                                  | [ 134 ]         |
| Rudern                | 1992 (Leichtgewichts-Einer)                               | Mette Bloch Jensen                                                                                        | [ 134 ]         |
| Rudern                | 1994 (Einer)                                              | Trine Hansen                                                                                              | [ 135 ]         |
| Schwimmsport          | 1995 (Kurzbahn, 50 Meter, Freistil)                       | Mette Jacobsen                                                                                            | [ 136 ]         |
| Schwimmsport          | 1999 (Kurzbahn, 200 Meter, Schmetterling)                 | Mette Jacobsen                                                                                            | [ 137 ]         |
| Schwimmsport          | 2000 (Kurzbahn, 200 Meter, Schmetterling)                 | Mette Jacobsen                                                                                            | [ 138 ]         |
| Schwimmsport          | 2009 (800 Meter, Freistil)                                | Lotte Friis                                                                                               | [ 139 ]         |
| Schwimmsport          | 2011 (100 Meter, Freistil)                                | Jeanette Ottesen (ex aequo mit Aljaksandra Herassimenja ( Belarus))                                       | [ 140 ]         |
| Schwimmsport          | 2011 (1500 Meter, Freistil)                               | Lotte Friis                                                                                               | [ 141 ]         |
| Schwimmsport          | 2012 (Kurzbahn, 200 Meter, Brust)                         | Rikke Møller Pedersen                                                                                     | [ 142 ]         |
| Schwimmsport          | 2012 (Kurzbahn, Staffel, 4 × 100 Meter, Lagen)            | Dänemark (Pernille Blume, Mie Østergaard Nielsen, Jeanette Ottesen Gray, Rikke Møller Pedersen)           | [ 143 ]         |
| Schwimmsport          | 2013 (50 Meter, Schmetterling)                            | Jeanette Ottesen Gray                                                                                     | [ 144 ]         |
| Schwimmsport          | 2014 (Kurzbahn, Staffel, 4 × 50 Meter, Lagen)             | Dänemark (Pernille Blume, Mie Østergaard Nielsen, Jeanette Ottesen Gray, Rikke Møller Pedersen)           | [ 145 ]         |
| Schwimmsport          | 2014 (Kurzbahn, Staffel, 4 × 100 Meter, Lagen)            | Dänemark (Pernille Blume, Mie Østergaard Nielsen, Jeanette Ottesen Gray, Rikke Møller Pedersen)           | [ 146 ]         |
| Schwimmsport          | 2016 (50 Meter, Schmetterling)                            | Jeanette Ottesen                                                                                          | [ 147 ]         |
| Segeln                | 1993 (Europe)                                             | Dorte Jensen                                                                                              | [ 148 ]         |
| Segeln                | 1994 (Europe)                                             | Kristine Roug                                                                                             | [ 148 ]         |
| Segeln                | 1995 (Europe)                                             | Kristine Roug                                                                                             | [ 148 ]         |
| Segeln                | 1999 (Elliott 6m)                                         | Dorte Jensen                                                                                              | [ 149 ]         |
| Segeln                | 2000 (Europe)                                             | Kristine Roug                                                                                             | [ 148 ]         |
| Segeln                | 2000 (Elliott 6m)                                         | Dorte Jensen                                                                                              | [ 149 ]         |
| Segeln                | 2001 (Elliott 6m)                                         | Dorte Jensen                                                                                              | [ 149 ]         |
| Segeln                | 2004 (Yngling)                                            | Dänemark (Ida Hartvig, Christina Otzen, Trine Palludan)                                                   | [ 150 ]         |
| Segeln                | 2006 (Elliott 6m)                                         | Dorte Jensen                                                                                              | [ 149 ]         |
| Segeln                | 2009 (Europe)                                             | Anne-Marie Rindom                                                                                         | [ 151 ]         |
| Segeln                | 2012 (Europe)                                             | Anna Livbjerg                                                                                             | [ 151 ]         |
| Segeln                | 2013 (Europe)                                             | Anna Livbjerg                                                                                             | [ 151 ]         |
| Segeln                | 2014 (Europe)                                             | Anna Livbjerg                                                                                             | [ 151 ]         |
| Segeln                | 2015 (Europe)                                             | Anna Livbjerg                                                                                             | [ 151 ]         |
| Segeln                | 2015 (Laser Radial)                                       | Anne-Marie Rindom                                                                                         | [ 152 ]         |
| Segeln                | 2015 (Elliott 6m)                                         | Lotte Meldgaard Pedersen                                                                                  | [ 153 ]         |
| Segeln                | 2016 (Europe)                                             | Anna Livbjerg                                                                                             | [ 151 ]         |
| Segeln                | 2017 (Europe)                                             | Anna Livbjerg                                                                                             | [ 151 ]         |
| Segeln                | 2017 (Elliott 6m)                                         | Dänemark (Jena Hansen, Katja Salskov-Iversen)                                                             | [ 154 ]         |
| Sportschießen         | 1978 (Kombinationspistole, Mannschaft)                    | Dänemark (Kirsten Broge, Bonnie Bruun, Aase Havsteen)                                                     | [ 101 ]         |
| Sportschießen         | 2002 (Gewehr, 300 Meter, Dreistellung, Einzel)            | Charlotte Jakobsen                                                                                        | [ 97 ]          |
| Sportschießen         | 2002 (Gewehr, 300 Meter, Dreistellung, Mannschaft)        | Dänemark (Anni Bissoe, Karin Hansen, Charlotte Jakobsen)                                                  | [ 97 ]          |
| Sportschießen         | 2002 (Gewehr, 300 Meter, Liegend, Einzel)                 | Charlotte Jakobsen                                                                                        | [ 97 ]          |
| Sportschießen         | 2006 (Gewehr, 300 Meter, Dreistellung, Einzel)            | Charlotte Jakobsen                                                                                        | [ 155 ]         |
| Sportschießen         | 2014 (Gewehr, 300 Meter, Liegend, Einzel)                 | Charlotte Jakobsen                                                                                        | [ 156 ]         |
| Straßenradsport       | 2016 (Straßenrennen)                                      | Amalie Dideriksen                                                                                         | [ 157 ]         |
| Tennis                | 2017 (WTA Championships)                                  | Caroline Wozniacki                                                                                        | [ 158 ]         |
| Triathlon             | 1999 (Langdistanz)                                        | Suzanne Nielsen                                                                                           | [ 159 ]         |
| Triathlon             | 2001 (Langdistanz)                                        | Lisbeth Kristensen                                                                                        | [ 160 ]         |
| Triathlon             | 2014 (Langdistanz)                                        | Camilla Pedersen                                                                                          | [ 161 ]         |

## Gemischte Mannschaften
| Sportart  | Jahr                               | Sportler                                                        | Einzelnachweise |
| --------- | ---------------------------------- | --------------------------------------------------------------- | --------------- |
| Badminton | 1977 (Mixed)                       | Dänemark (Steen Skovgaard, Lene Køppen)                         | [ 1 ]           |
| Badminton | 1993 (Mixed)                       | Dänemark/ Schweden (Thomas Lund, Catrine Bengtsson ( Schweden)) | [ 1 ]           |
| Badminton | 1995 (Mixed)                       | Dänemark (Thomas Lund, Marlene Thomsen)                         | [ 1 ]           |
| Badminton | 2009 (Mixed)                       | Dänemark (Thomas Laybourn, Kamilla Rytter Juhl)                 | [ 1 ]           |
| Segeln    | 2002 (Yngling, Offen)              | Dänemark (Claus Hoj-Jensen, Maria Holm, Morten Harmsen)         | [ 85 ]          |
| Tanzsport | 1949 (Amateure, Hauptgruppe)       | Dänemark (Arne Rasmussen, Agnes Rasmussen)                      | [ 162 ]         |
| Tanzsport | 1950 (Amateure, Hauptgruppe)       | Dänemark (Arne Rasmussen, Agnes Rasmussen)                      | [ 162 ]         |
| Tanzsport | 1979 (Amateure, Hauptgruppe)       | Dänemark (Hans-Henrik Laxholm, Anne-Margrethe Laxholm)          | [ 162 ]         |
| Tanzsport | 1980 (Amateure, Hauptgruppe)       | Dänemark (Hans-Henrik Laxholm, Anne-Margrethe Laxholm)          | [ 162 ]         |
| Tanzsport | 1984 (Amateure, Hauptgruppe)       | Dänemark (Glen Weis, Gillian Thickett)                          | [ 162 ]         |
| Tanzsport | 1985 (Amateure, Hauptgruppe)       | Dänemark (Glen Weis, Gillian Thickett)                          | [ 162 ]         |
| Tanzsport | 1994 (Amateure, Hauptgruppe)       | Dänemark (Jens Werner, Charlotte Jørgensen)                     | [ 162 ]         |
| Tanzsport | 2011 (Amateure, Hauptgruppe)       | Dänemark (Emanuel Valeri, Tania Kehlet)                         | [ 163 ]         |
| Tanzsport | 2013 (Amateure, Hauptgruppe)       | Dänemark (Emanuel Valeri, Tania Kehlet)                         | [ 164 ]         |
| Tanzsport | 2014 (WDSF, Professional Standard) | Dänemark (Emanuel Valeri, Tania Kehlet)                         | [ 165 ]         |

## Männliche Jugend
| Sportart          | Jahr                              | Sportler                             | Einzelnachweise |
| ----------------- | --------------------------------- | ------------------------------------ | --------------- |
| Badminton         | 1988 (Herreneinzel)               | Thomas Stuer-Lauridsen (inoffiziell) |                 |
| Badminton         | 1994 (Herrendoppel)               | Dänemark (Peter Gade, Peder Nissen)  | [ 166 ]         |
| Badminton         | 2010 (Herreneinzel)               | Viktor Axelsen                       | [ 167 ]         |
| Pétanque          | 2001 (Tir de précision)           | Johni Chortsen                       | [ 168 ] [ 169 ] |
| Querfeldeinrennen | 2015 (Junioren)                   | Simon Andreassen                     | [ 170 ]         |
| Straßenradsport   | 1983 (Junioren, Einzelzeitfahren) | Søren Lilholt                        | [ 171 ]         |
| Straßenradsport   | 2011 (Junioren, Einzelzeitfahren) | Mads Würtz Schmidt                   | [ 172 ]         |
| Straßenradsport   | 2015 (U23, Einzelzeitfahren)      | Mads Würtz Schmidt                   | [ 173 ]         |
| Straßenradsport   | 2016 (Junioren, Straßenrennen)    | Jakob Egholm                         | [ 174 ]         |
| Straßenradsport   | 2017 (U23, Einzelzeitfahren)      | Mikkel Bjerg                         | [ 175 ]         |
| Straßenradsport   | 2017 (Junioren, Straßenrennen)    | Julius Johansen                      | [ 176 ]         |
| Straßenradsport   | 2018 (U23, Einzelzeitfahren)      | Mikkel Bjerg                         | [ 177 ]         |

## Weibliche Jugend
| Sportart        | Jahr                                 | Sportler              | Einzelnachweise |
| --------------- | ------------------------------------ | --------------------- | --------------- |
| Straßenradsport | 1988 (Juniorinnen, Straßenrennen)    | Gitte Hjortflod       | [ 178 ]         |
| Straßenradsport | 2005 (Juniorinnen, Straßenrennen)    | Mie Bekker Lacota     | [ 179 ]         |
| Straßenradsport | 2008 (Juniorinnen, Einzelzeitfahren) | Maria Grandt Petersen | [ 180 ]         |
| Straßenradsport | 2013 (Juniorinnen, Straßenrennen)    | Amalie Dideriksen     | [ 181 ]         |
| Straßenradsport | 2014 (Juniorinnen, Straßenrennen)    | Amalie Dideriksen     | [ 182 ]         |

## Gemischte Jugend
| Sportart  | Jahr         | Sportler                                              | Einzelnachweise |
| --------- | ------------ | ----------------------------------------------------- | --------------- |
| Badminton | 1991 (Mixed) | Dänemark (Thomas Damgaard, Rikke Olsen) (inoffiziell) |                 |
| Badminton | 1992 (Mixed) | Dänemark (Jim Laugesen, Rikke Olsen)                  | [ 183 ]         |

## Männliche Senioren
| Sportart    | Jahr                     | Sportler                                                                          | Einzelnachweise |
| ----------- | ------------------------ | --------------------------------------------------------------------------------- | --------------- |
| Badminton   | 2003 (Herreneinzel, 35+) | Martin Kent                                                                       | [ 184 ]         |
| Badminton   | 2003 (Herrendoppel, 40+) | Dänemark (Claus Andersen, Steen Fladberg)                                         | [ 184 ]         |
| Badminton   | 2003 (Herreneinzel, 50+) | Claus Andersen                                                                    | [ 184 ]         |
| Badminton   | 2003 (Herrendoppel, 55+) | Dänemark (John Kirbebye, Rene Toft)                                               | [ 184 ]         |
| Badminton   | 2003 (Herrendoppel, 60+) | Dänemark (Bendt Rose, Leif V. Hansen)                                             | [ 184 ]         |
| Badminton   | 2004 (Herreneinzel, 50+) | Claus Andersen                                                                    | [ 184 ]         |
| Badminton   | 2004 (Herrendoppel, 50+) | Dänemark/ England (Peter Emptage ( England), Claus Andersen)                      | [ 184 ]         |
| Badminton   | 2004 (Herreneinzel, 55+) | John Kirkebye                                                                     | [ 184 ]         |
| Badminton   | 2004 (Herrendoppel, 55+) | Dänemark (Søren Haldager, John Kirbebye)                                          | [ 184 ]         |
| Badminton   | 2009 (Herreneinzel, 40+) | Peter Espersen                                                                    | [ 185 ]         |
| Badminton   | 2009 (Herrendoppel, 50+) | Dänemark (Steen Fladberg, Jesper Helledie)                                        | [ 186 ]         |
| Badminton   | 2011 (Herreneinzel, 70+) | Erling Jensen                                                                     | [ 187 ]         |
| Badminton   | 2013 (Herreneinzel, 40+) | Henrik Groenfeldt-Soerensen                                                       | [ 188 ]         |
| Badminton   | 2013 (Herreneinzel, 45+) | Bo Sorensen                                                                       | [ 189 ]         |
| Badminton   | 2013 (Herreneinzel, 50+) | Martin Qvist Olesen                                                               | [ 190 ]         |
| Badminton   | 2013 (Herrendoppel, 50+) | Dänemark (Morten Christensen, Martin Qvist Olesen)                                | [ 191 ]         |
| Badminton   | 2015 (Herreneinzel, 40+) | Peter Rasmussen                                                                   | [ 192 ]         |
| Badminton   | 2015 (Herreneinzel, 60+) | Claus Andersen                                                                    | [ 193 ]         |
| Tischtennis | 1982 (Herrendoppel, 70+) | Vereinigte Staaten/Dänemark (László Bellák ( Vereinigte Staaten), Christian Juhl) | [ 194 ]         |
| Tischtennis | 1996 (Herrendoppel, 40+) | Dänemark/ Volksrepublik China (Claus Pedersen, Li Yuxiang ( Volksrepublik China)) | [ 195 ]         |
| Tischtennis | 2008 (Herrendoppel, 60+) | Dänemark (Claus Pedersen, Niels Ramberg)                                          | [ 196 ]         |
| Tischtennis | 2010 (Herreneinzel, 40+) | Allan Bentsen                                                                     | [ 197 ]         |
| Tischtennis | 2012 (Herreneinzel, 60+) | Claus Jørn Pedersen                                                               | [ 198 ]         |
| Tischtennis | 2014 (Herrendoppel, 65+) | Dänemark/ Deutschland (Jaroslav Kunz ( Deutschland), Jens-Erik Linde)             | [ 199 ]         |
| Tischtennis | 2016 (Herrendoppel, 65+) | Niels Ramberg                                                                     | [ 200 ]         |
| Tischtennis | 2016 (Herreneinzel, 70+) | Belgien/Dänemark (Yao Changyuan ( Belgien), Claus Pedersen)                       | [ 200 ]         |

## Weibliche Senioren
| Sportart    | Jahr                    | Sportler                                                                       | Einzelnachweise |
| ----------- | ----------------------- | ------------------------------------------------------------------------------ | --------------- |
| Badminton   | 2003 (Dameneinzel, 50+) | Lis Rathsach                                                                   | [ 184 ]         |
| Badminton   | 2003 (Damendoppel, 50+) | Dänemark (Inge Ødum, Lis Rathsach)                                             | [ 184 ]         |
| Badminton   | 2004 (Dameneinzel, 50+) | Lis Rathsach                                                                   | [ 184 ]         |
| Badminton   | 2004 (Damendoppel, 50+) | Dänemark (Inge Ødum, Lis Rathsach)                                             | [ 184 ]         |
| Badminton   | 2007 (Damendoppel, 45+) | Dänemark/ Deutschland (Ellen Aagard, Heidi Bender ( Deutschland))              | [ 201 ]         |
| Badminton   | 2009 (Damendoppel, 35+) | Dänemark (Helene Kirkegaard, Ann Nielsen)                                      | [ 202 ]         |
| Badminton   | 2009 (Damendoppel, 45+) | Dänemark (Lone Hagelskjær Knudsen, Jeanette Koldsø)                            | [ 203 ]         |
| Badminton   | 2011 (Damendoppel, 55+) | Dänemark/ Niederlande (Suzanne Berg, Marjan Ridder ( Niederlande))             | [ 204 ]         |
| Badminton   | 2011 (Dameneinzel, 60+) | Jette Nielsen                                                                  | [ 205 ]         |
| Badminton   | 2011 (Damendoppel, 65+) | Dänemark (Kaya Garbrecht, Grete Steenberg)                                     | [ 206 ]         |
| Badminton   | 2013 (Dameneinzel, 40+) | Gitte Sommer                                                                   | [ 207 ]         |
| Badminton   | 2013 (Dameneinzel, 50+) | Lone Hagelskjær Knudsen                                                        | [ 208 ]         |
| Badminton   | 2015 (Dameneinzel, 45+) | Gitte Sommer                                                                   | [ 209 ]         |
| Badminton   | 2015 (Damendoppel, 45+) | Dänemark (Anne Birgitte Nielsen, Gitte Sommer)                                 | [ 210 ]         |
| Badminton   | 2015 (Dameneinzel, 45+) | Lone Hagelskjær Knudsen                                                        | [ 211 ]         |
| Badminton   | 2015 (Damendoppel, 50+) | Dänemark (Charlotte Dew-Hattens, Grete Sahlertz Kragekjaer)                    | [ 212 ]         |
| Badminton   | 2017 (Damendoppel, 40+) | England/Dänemark (Louise Culyer ( England), Dorte Steenberg)                   | [ 213 ]         |
| Badminton   | 2017 (Damendoppel, 55+) | Dänemark/Deutschland (Birte Bach Steffensen, Heidi Bender ( Deutschland))      | [ 214 ]         |
| Tischtennis | 2000 (Damendoppel, 40+) | Dänemark (Susanne Pedersen, Annie Ramberg)                                     | [ 215 ]         |
| Tischtennis | 2008 (Damendoppel, 50+) | Dänemark/ Deutschland (Kirsten Krüger-Trupkovic ( Deutschland), Annie Ramberg) | [ 196 ]         |
| Tischtennis | 2008 (Damendoppel, 50+) | Dänemark/ Schweden (Petra Gummesson Sörling ( Schweden), Pia Toeljoj)          | [ 216 ]         |

## Gemischte Senioren
| Sportart  | Jahr              | Sportler                                                         | Einzelnachweise |
| --------- | ----------------- | ---------------------------------------------------------------- | --------------- |
| Badminton | 2003 (Mixed, 40+) | Dänemark (Steen Fladberg, Anette Vollertzen)                     | [ 184 ]         |
| Badminton | 2003 (Mixed, 50+) | Dänemark (Steen Fladberg, Anette Vollertzen)                     | [ 184 ]         |
| Badminton | 2003 (Mixed, 55+) | Dänemark (Søren Nielsen, Inge May)                               | [ 184 ]         |
| Badminton | 2009 (Mixed, 35+) | Dänemark/ England (Chris Hunt ( England), Helle Andresen)        | [ 217 ]         |
| Badminton | 2009 (Mixed, 50+) | Dänemark/ Israel (Jesper Helledie, Svetlana Zilberman ( Israel)) | [ 218 ]         |
| Badminton | 2015 (Mixed, 35+) | Dänemark (Tommy Sørensen, Lisbeth T. Haagensen)                  | [ 219 ]         |
| Badminton | 2015 (Mixed, 40+) | Dänemark (Carsten Loesch, Dorte Steenberg)                       | [ 220 ]         |
| Badminton | 2015 (Mixed, 45+) | Dänemark (Bo Sorensen, Gitte Sommer)                             | [ 221 ]         |
| Badminton | 2017 (Mixed, 40+) | Dänemark (Carsten Loesch, Dorte Steenberg)                       | [ 222 ]         |

## Tiersport
| Sportart    | Jahr                               | Sportler | Einzelnachweise |
| ----------- | ---------------------------------- | --- | --------------- |
| Agility     | 1996 (Mannschaft, Mini)            | Dänemark (Annette Jorgensen, Maj-Brit Crone Petersen, Tina Mette Jorgensen, Tina-Maria Jorgensen) | [ 223 ]         |
| Agility     | 1997 (Mannschaft, Mini)            | Dänemark | [ 224 ]         |
| Agility     | 2006 (Einzel, Large)               | Simic (Border Collie, Hundeführer: Sarah Lorentzen) | [ 225 ]         |
| Agility     | 2006 (Einzel, Large, Jumping)      | Simic (Border Collie, Hundeführer: Sarah Lorentzen) | [ 226 ]         |
| Agility     | 2007 (Mannschaft, Large)           | Dänemark Panik (Hundeführer: Lone Sommer), Zimba (Hundeführer: Soeren Gräs), Simic (Hundeführer: Sarah Lorentzen) | [ 227 ]         |
| Agility     | 2007 (Mannschaft, Large, Agility)  | Dänemark Panik (Hundeführer: Lone Sommer), Zimba (Hundeführer: Soeren Gräs), Simic (Hundeführer: Sarah Lorentzen) | [ 228 ]         |
| Agility     | 2008 (Mannschaft, Medium, Agility) | Dänemark Indi (Shetland Sheepdog, Hundeführer: Jesper Carstensen), Zoe (Shetland Sheepdog, Hundeführer: Anne-Mette Christoffersen), Duddi (Nederlandse Kooikerhondje [Kooikerhondje], Hundeführer: Ann-Britt Holmegaard Krat) | [ 229 ]         |
| Agility     | 2012 (Mannschaft, Small, Agility)  | Dänemark Shenaja Just an Illusion („Primadonna“) (Shetland Sheepdog, Hundeführer: Natasha Gjerulff Jensen), Foula’s Darck Dweet of Monty („Dweet“) (Shetland Sheepdog, Hundeführer: Susanne Prier), Shenaja A Luxury Diva Cider („Cider“) (Shetland Sheepdog, Hundeführer: Natasha Gjerulff Jensen), Sweet Soffy („Soffy“) (Shetland Sheepdog, Hundeführer: Hanne Svejstrup) | [ 230 ]         |
| Pferdesport | 1994 (Voltigieren)                 | Thomas Fiskbaek | [ 231 ]         |
| Pferdesport | 2018 (Championshiptest, Grade II)  | Stinna Tange Kaastrup (mit Smarties) | [ 232 ]         |